# 貝雷然卡 (克列梅涅茨區)
49°49′34″N 26°0′23″E / 49.82611°N 26.00639°E

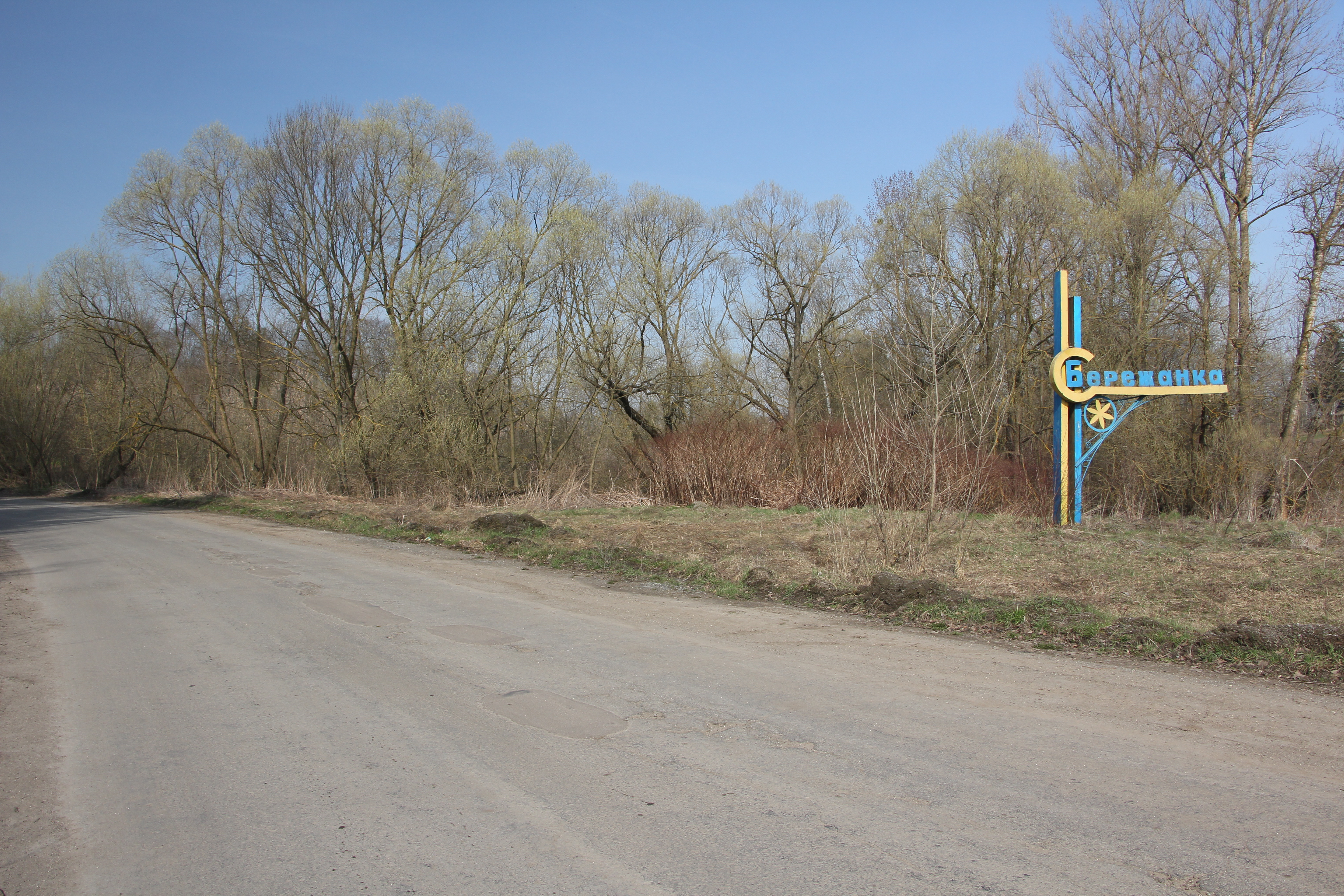

貝雷然卡（羅馬化：Berezhanka）是烏克蘭西部捷爾諾波爾州克列梅涅茨區的村落，始建於1515年，面積2.97平方公里，海拔高度262米，2003年人口550，人口密度每平方公里185.1人。